# Sinazongwe
Sinazongwe es una ciudad situada en la provincia del Sur, Zambia. Se encuentra a orillas del lago Kariba, a 220 km al sur de Lusaka. Tiene una población de 11.981 habitantes, según el censo de 2007.